# Maria Rasputin

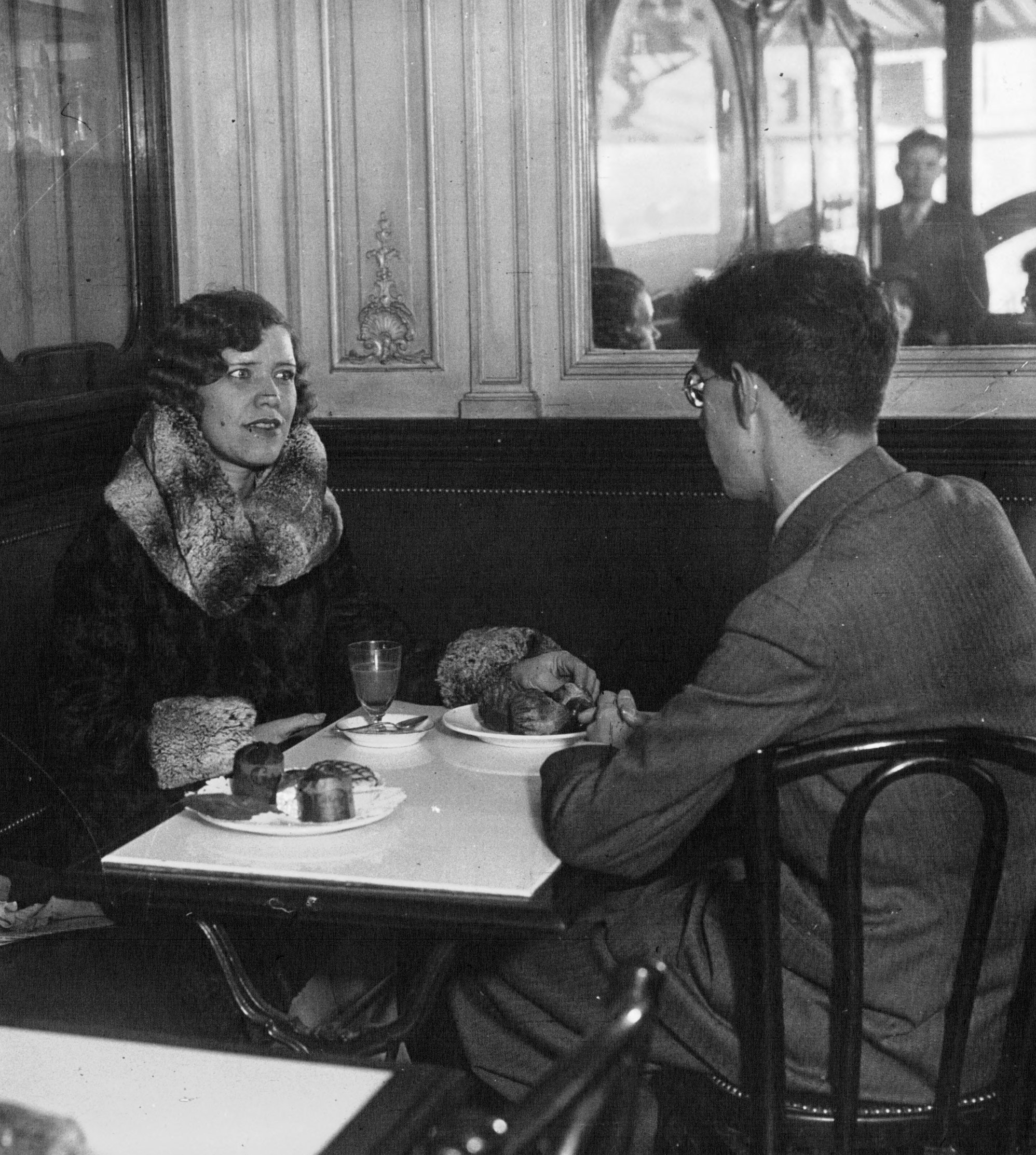
Maria Rasputin im Gespräch mit einem spanischen Journalisten (1930)

Maria Rasputin, geb. Matrjona Grigorjewna Rasputina (russisch Матрёна Григорьевна Распутина; * 15. Märzjul. / 27. März 1898greg. in Pokrowskoje; † 27. September 1977 in Los Angeles) war die Tochter des russischen Mystikers Grigori Rasputin und seiner Frau Praskowja Fjodorowna Dubrowina.
Nach der Russischen Revolution von 1917 schrieb sie verschiedene Bücher über das Leben ihres Vaters in Verbindung mit Zar Nikolaus II., seiner Frau Alexandra und deren Ermordung.

## Kindheit und Jugend

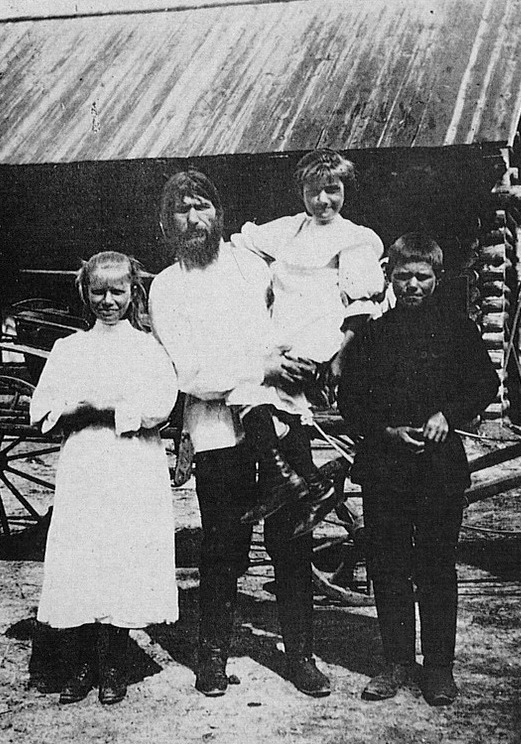
Rasputin mit seinen Kindern Matrjona (Maria), Warwara und Dimitri

Matrjona Grigorjewna Rasputina wurde im sibirischen Dorf Pokrowskoje, Gouvernement Tobolsk (heute Oblast Tjumen) geboren, kam aber als Jugendliche nach Sankt Petersburg, wo ihr Name von Matrjona in Maria geändert wurde, um sich dem sozialen Umfeld besser anzupassen. Rasputin hatte Maria und ihre jüngere Schwester Warwara (Warja) im Oktober 1913 mit nach St. Petersburg gebracht, damit sie bei ihm leben und die Steblin-Kamenskoi-Privatschule besuchen konnten, wo sie zu „kleinen Damen“ erzogen werden sollten. Infolge von Rasputins Bekanntschaft mit der Zarenfamilie war auch seine ganze Familie zu Gast in Zarskoje Selo. Von der ersten Begegnung Marias mit der Zarenfamilie hinterließ sie eine anschauliche Schilderung: „Wir fuhren in einer Hofequipage nach Zarskoje Selo; ich weiß noch, dass ich wie im Fieber zitterte, als ich das Haus der Frau Wyrubowa betrat. Die Zarin war noch nicht zugegen, und wir setzten uns einstweilen auf einem weichen Sofa nieder; das Wohnzimmer war behaglich eingerichtet, überall standen Etageren mit unzähligen Nippes, und an den Wänden hingen Stiche und Fotografien. Plötzlich klingelte es, und bald darauf hörte man das Rascheln von Frauenkleidern. Bertschik, der Lieblingslakai der Frau Wyrubowa, öffnete die Tür, und die Zarin trat ein, gefolgt von ihren Töchtern. Sie begrüßte uns mit gütigem Lächeln, wir küssten ihr ehrfurchtsvoll die Hand. Dann setzte sie sich und forderte uns auf, das gleiche zu tun […]“ Es folgten zahlreiche Gespräche zwischen den Töchtern des Muschiks und den Zarentöchtern sowie ihren Eltern, und zwischen den beiden Familien entwickelte sich ein freundschaftliches Verhältnis, sodass sich in der Folgezeit derartige Begegnungen des Öfteren wiederholten.
Die Autorin Vera Schukowskaja beschrieb 1913 oder 1914 die ihrer Angabe nach damals 16 Jahre alte Matrjona und ihre Schwester Warwara, 13 Jahre, als Mädchen mit blassen, breiten Gesichtern, auf denen die „unbändige sibirische Kraft“ zum Ausdruck gekommen sei. Wie sich Schukowskaja erinnert, hatte Matrjona ein weißes, breites Gesicht mit stumpfem Kinn und niedriger Stirn über großen blauen Augen. „Sie schüttelte ständig den Kopf, um die langen Simpelfransen von den Augen zu entfernen[…] Mit einer raubtierhaften Bewegung fuhr sie sich mit der Zungenspitze über die breiten, blutroten Lippen. Die gut gebauten Körper der beiden Schwestern schienen kaum in ihre Kaschmirmäntel zu passen, und sie rochen nach Schweiß.“ Wenn die feinen Damen der Gesellschaft ihren Vater in seiner bescheidenen Wohnung besuchten, küssten sie das große Mädchen und nannten sie bei ihrem Kosenamen, „Mara“ und „Marotschka“. Schukowskaja: „Hier trat Mara ins Zimmer; sie trug ein dunkelrotes Kleid und einen prächtigen Seidengürtel von gleicher Farbe, und ihre Locken waren sorgfältig gedreht. Alle streckten ihr die Hände zur Begrüßung entgegen: ‚Mara, Marotschka, guten Tag!‘ Dann setzte sich Matrjona Rasputin auf den Ehrenplatz neben die alte Golowina.“ Schukowskaja empfand es als sehr seltsam, dass Rasputins Töchtern so viel Aufmerksamkeit seitens Fürstinnen und Gräfinnen zuteilwurde.
Später erzählte Maria ihren Enkeln, dass ihr Vater stets sehr großzügig zu ihr gewesen war, besonders in den Zeiten, wenn sie ihn brauchte. Rasputin sagte ihr, dass sie niemals das Haus mit leeren Taschen verlassen, sondern stets Geld dabei haben solle, um es den Armen zu geben. Im Juni 1916 unternahm Rasputin gemeinsam mit seinen Töchtern Matrjona und Warwara sowie seinen Anhängerinnen Anna Wyrubowa, Munja Golowina und Lili Dehn eine Pilgerfahrt zum Kloster Werchoturje, um die Reliquien des Hl. Simeon zu verehren. Während Rasputin in einer Klosterzelle untergebracht war, ertrugen die Frauen im Klostergasthof den Schmutz und zahllose Wanzen. Von hier aus besuchten sie den Einsiedlermönch Makarij in seiner Klause und die Rasputin-Verehrerin Olga Lochtina, die bei Makarij in einem Anbau lebte. Nachdem sie den Reliquien des Heiligen im Kloster ihre Verehrung erwiesen hatten, fuhr Matrjona mit ihrer Schwester und ihrem Vater nach Pokrowskoje. Damals ahnten sie noch nicht, dass es ihr endgültiger Abschied von dem Kloster sein sollte.

## Rasputins Tod
Rasputins Töchter lebten bei ihm in seiner St. Petersburger Wohnung bis zum 16. Dezember. An diesem Tag wurde er von Felix Jussupow zu einer Feier in dessen Haus eingeladen. Rasputin nannte Jussupow gern „den Kleinen“. Am Morgen des 17. Dezember 1916 hatte das Dienstmädchen Katja Iwanowna eine Vorahnung von Rasputins Tod. Um fünf Uhr morgens, der Zeit, zu der sie auch sonst aufstand, stürzte sie zu Matrjona ins Zimmer, rüttelte sie aus dem Schlaf und rief ihr zu: „Maria Grigorjewna, steh auf, ich fürchte mich! Grigori Jefimowitsch ist nicht zurückgekommen!“ Doch Maria, die diese Worte noch halb im Traum vernommen hatte, ärgerte sich über Katjas Angst und brummte sie an, dass er doch zu „dem Kleinen“, Felix Jussupow, gegangen sei. Maria schlief wieder ein, doch um sieben Uhr wurde sie erneut von Katja geweckt, denn die Polizei stand vor der Tür. Ohne anzudeuten, worum es ginge, fragten sie nach den Umständen des vergangenen Abends, um dann wieder abzuziehen. Nun war auch Maria in Sorge und rief Munja Golowina an; doch diese beruhigte sie, dass Rasputin die Nacht bei Jussupow verbracht habe.
Später, als man Rasputin tot aus dem Fluss zog, identifizierte Maria die Überstiefel, die er anhatte, als die seinigen. Am 18. Dezember wurden Matrjona, ihre Schwester Warwara, die beiden Dienstmädchen, Rasputins Nichte und Maria Golowina Verhören unterzogen. Am selben Tag wurde auch der Mörder Felix Jussupow vom Ermittler Makarow verhört. Aus den Gesprächen und deren Vergleichen ergab sich, dass Jussupow noch an diesem Tag durch die Aussagen der Angehörigen Rasputins hätte überführt werden können; doch der Minister wagte es nicht, einen Verwandten des Zaren durch Aussagen einer Köchin und der Töchter Rasputins zu überführen.
Am 21. Dezember 1916, dem Tag von Rasputins Beisetzung, die im Park von Zarskoje Selo erfolgte, legte Maria ihrem toten Vater ein Heiligenbild auf die Brust, bevor seine sterblichen Überreste in die Erde gesenkt wurden.
Am 14. April des Jahres 1918, als der Zar und die Zarin zu ihrem endgültigen Exil nach Jekaterinburg gebracht wurden, fand eine letzte Begegnung der Zaren- und der Bauernfamilie statt. Alexandra blickte aus dem Fenster des Zuges auf das Dorf Pokrowskoje und sah die Angehörigen von Rasputins Familie, wie sie verwundert aus den Fenstern von seinem Haus auf die vorbeifahrende Zarenfamilie starrten.

## Leben nach der Revolution
Während des Ersten Weltkrieges war Maria kurz liiert mit einem georgischen Offizier namens Papchadse. Diesem war dank Rasputin das Los erspart geblieben, an die Kriegsfront zu müssen. Er absolvierte in dieser Zeit seinen Wehrdienst im Reservebataillon zu St. Petersburg.
Nach Rasputins Ermordung überredeten Rasputins Anhänger sie dazu, Boris Solowjew zu heiraten. Dieser war der Sohn von Nikolaj Solowjew, dem Schatzmeister des Heiligen Synod und ein Bewunderer ihres Vaters. Nach Rasputins Tod wurde Solowjew bald sein Nachfolger. Solowjew, der sich ausführlich mit der Kunst der Hypnose befasst hatte, veranstaltete Sitzungen, in denen Rasputins Anhänger versuchten, durch Gebete und Séancen mit dem Toten Verbindung aufzunehmen. Ein Jahr nach Rasputins Tod, 1918, schrieb Maria, dass sie die Anwesenheit von Rasputins Geist verspüre: „Zum ersten Mal fühle ich wieder die Gegenwart meines teuren Vaters, der nun schon länger als ein Jahr tot ist. Wohl können wir seine Worte nicht mehr aus seinem eigenen Munde vernehmen, aber wir fühlen klar, dass er um uns ist.“ Auch bezeugte sie, dass sie ihn mehrmals im Traum sah und Olga Lochtina ähnliche Gesichte von ihm habe: diese erzählte ihr, dass sie in St. Petersburg in der Gorochowaja gewesen war, wo sie den Hof ihres Vaters aufgesucht hatte, und dort habe sie Rasputins Geist in sich gespürt.
Auch Maria nahm an diesen Treffen teil, schrieb aber später in ihrem Tagebuch, dass sie nicht verstehen könne, warum ihr Vater ihr in den Séancen stets geraten habe, „Boris stets zu lieben“. Ihrer eigenen Aussage nach liebte sie Boris überhaupt nicht. Und Solowjews Begeisterung für Maria hatte sich inzwischen gelegt. In seinem Tagebuch schrieb er, dass er mit dieser Frau nicht einmal mehr schlafen wollte, weil es so viele andere Frauen gäbe, deren Körper er attraktiver fand als den ihren. Nichtsdestoweniger heiratete sie Solowjew am 5. Oktober 1917. Sie kehrten dann nach Sibirien zurück und lebte einige Wochen lang in Rasputins Haus in Pokrowskoje. Später stahl Solowjew Juwelen des Zarenpaars, um ihm damit bei ihrer Flucht aus Russland zu helfen, doch dann behielt er die Kostbarkeiten für sich. Nachdem die Bolschewiken die Macht ergriffen hatten, gesellte sich Solowjew zu den Offizieren, die nach Jekaterinburg gekommen waren, um die Flucht der Romanows zu planen. Während des Ersten Weltkrieges verlor er alles Geld, das ihm die Juwelen eingebracht hatten. Es existieren auch verschiedene Berichte von Leuten, die sich nach der Revolution als entkommene Romanows ausgaben. Solowjew betrog prominente russische Familien, indem er sie um Geld bat, um eine Flucht der Romanows nach China zu ermöglichen. Viele junge Frauen fielen auf ihn herein, indem sie sich bereit erklärten, sich in betrügerischer Absicht, zum scheinbaren Wohl armer Familien, als eine der Prinzessinnen zu verkleiden.

## Flucht ins Exil
Solowjew und Maria flohen zunächst nach Bukarest, wo Maria sich als Tänzerin im Cabaret verdingte. Später emigrierten sie nach Paris, wo Solowjew in einer Autofabrik arbeitete und 1926 an Tuberkulose starb. Maria fand zunächst Arbeit als Gouvernante und konnte so ihre zwei kleinen Töchter versorgen. In späterer Zeit arbeitete Maria auch als Zirkusartistin und Löwendompteurin beim Ringling Brothers Circus. Nachdem Jussupow seine heuchlerischen Erinnerungen, in denen er den Mord an Rasputin beschrieb, veröffentlicht hatte, verklagte Maria ihn und Großfürst Dmitri Pawlowitsch von Russland vor einem Pariser Gericht auf Schadenersatz in Höhe von 800.000 US-Dollar. In der Klage beschuldigte sie beide Männer des Mordes und fügte hinzu, dass jeder anständige Bürger über die Grausamkeit des Mordes an Rasputin entrüstet war. Doch Marias Klage wurde abgewiesen. Das französische Gericht urteilte, dass der Zuständigkeitsbereich für diesen politischen Mord in Russland läge.

## Marias weiteres Leben
Der sensationelle Prozess brachte Maria Rasputin eine enorme Popularität, und sie erhielt „von allen möglichen und unmöglichen Varietés Anträge, die Geschichte der Ermordung ihres Vaters vor einem Publikum zu erzählen, das um sein gutes Geld auch etwas haben will“. Ende 1928 startete sie daher eine Tournee als Tänzerin und Sängerin durch europäische Varietés. Im November 1929 trat sie in einem Dresdener Kabarett sowie im Ballhausvarieté Alcazar in St. Pauli auf. Ende Dezember 1929 nahm sie ein Engagement im Berliner Zirkus Busch an, wo sie zusammen mit 30 Eisbären auf der Bühne stand. Auch in Wien trat sie mit Raubtieren im Zirkus A. Fischer auf.
Gegen 1926 erschien Marias erstes Buch mit dem Titel Die Wahrheit über Rasputin beim Verlag Alt-Rußland in Hamburg. Ihm folgte in französischer Sprache Le roman de la vie, ins Deutsche übersetzt von M. Uebelhoer: Der Roman meines Lebens, 1930 erschienen bei Union, Stuttgart. 1934 folgte in englischer Sprache das Buch My father, veröffentlicht bei Cassell & Co. in London. Zahlreiche Übersetzungen und Überarbeitungen ihrer Memoiren sollten in den folgenden Jahrzehnten folgen, unter anderem die deutsche Ausgabe Mein Vater Rasputin (Verlag Engelhorn, Stuttgart 1968) und in englischer Sprache Rasputin. The man behind the myth (Arrow, London 1977). Maria war auch die Co-Autorin eines Kochbuchs, worin sie das Rezept der Lieblingsspeise ihres Vaters – Kabeljausuppe – sowie ein Rezept über Fischköpfe in Gelee dem Leser empfahl.
Als Maria mit ihrem Zirkus in Peru, Indiana gastierte, wurde sie von einem Bären angefallen, blieb aber noch beim Zirkus, bis dieser Miami erreichte. Dort verließ sie diesen und arbeitete während des Zweiten Weltkrieges auf einer Werft für Kriegsschiffe als Nieterin. Ab 1937 wohnte sie dauerhaft in den Vereinigten Staaten und wurde 1945 US-Bürgerin. 1940 heiratete sie einen Mann namens Gregory Bernadsky. Bis 1955 arbeitete Maria in den Fabriken des Verteidigungsministeriums, bevor sie Altersgründe dazu zwangen, diese Arbeit aufzugeben. Danach war sie in Krankenhäusern beschäftigt, gab Unterricht in russischer Sprache und babysittete für Freunde.
Im Jahr 1968 behauptete Maria, dass Betty Ford ihr im Traum erschienen sei und sie angelächelt habe. Bei diesem Anlass sagte sie auch, dass sie Anna Anderson als Anastasia anerkennen würde. Ein Freund nannte sie „Mütterchen“, weil Maria gerne in Handtaschen kramte, egal ob Fremde in einem Lokal dabei waren, oder in Koffern in Hotelzimmern stöberte, egal ob der Reporter, der sie interviewte, ihr einen noch so bequemen Stuhl zur Verfügung gestellt hatte. Sie besaß auch zwei Schoßhunde, von denen sie den einen Jussu und den anderen Pow nannte, aus Verachtung für Felix Jussupow.
Während ihrer letzten Lebensjahre lebte sie nahe dem Hollywood Freeway in Los Angeles, Kalifornien, wo sie Sozialhilfe bezog. Maria Rasputin wurde begraben auf dem Friedhof Angelus Rosedale Cemetery.

## Nachkommen
Eine von Marias zwei Töchtern heiratete den niederländischen Botschafter in Griechenland und freundete sich später, in den 1950er Jahren, mit Jussupows Tochter Irina Jussupowa an. Ihren vier Enkelinnen erzählte Maria, dass ihr berühmter Urgroßvater ein „einfacher Mann mit großem Herzen und großer spiritueller Kraft, der Russland, Gott und den Zaren geliebt habe“, gewesen sei. Dies berichtete ihre Enkelin Laurence Huot-Solowjew, die Tochter von Marias Tochter Tatjana im Jahre 2005. Marias Nachkommen leben heute bei Paris. Eine belletristische Biographie von Marias Leben erschien 2006 unter dem Titel Rasputin’s Daughter, verfasst von Robert Alexander.